# 齊奧多兄弟
查爾斯·安東尼·齊奧多（英語：Charles Anthony Chiodo，1952年5月24日—）、史蒂芬·喬瑟夫·齊奧多（英語：Stephen Joseph Chiodo，1954年3月2日—）和愛德華·麥可·齊奧多（英語：Edward Michael Chiodo，1960年8月25日—），或合稱為齊奧多兄弟（英語：The Chiodo Bros.，/kiˈoʊdoʊ/），美國特效藝術家、編劇、製片人和導演三人組，主要負責電影的實體特效、化妝、生物製作和停格動畫等幕後工作；他們以自編自導自製的邪典恐怖片《外太空殺人小丑》（1988年）成名。

## 外部連結
- 官方网站
- 史蒂芬·齊奧多在互联网电影资料库（IMDb）上的資料（英文）
- 查爾斯·齊奧多在互联网电影资料库（IMDb）上的資料（英文）
- 愛德華·齊奧多在互联网电影资料库（IMDb）上的資料（英文）